# Brunete
Brunete es un municipio y localidad española de la Comunidad de Madrid. El término municipal tiene una población de 11 300 habitantes (INE 2024).

## Geografía

### Ubicación
Se encuentra situado dentro de la corona metropolitana suroeste limitando con Villanueva de la Cañada, apenas a 2,5 km al norte, Boadilla del Monte al este, Villaviciosa de Odón y Sevilla la Nueva al sur y Quijorna al oeste. Está ubicado a unos 28 km al oeste de la capital del país.
| Noroeste: Villanueva de la Cañada | Norte: Villanueva de la Cañada | Noreste: Villanueva de la Cañada |
| Oeste: Quijorna                   |                                | Este: Villaviciosa de Odón       |
| Suroeste: Sevilla la Nueva        | Sur: Sevilla la Nueva          | Sureste: Villaviciosa de Odón    |

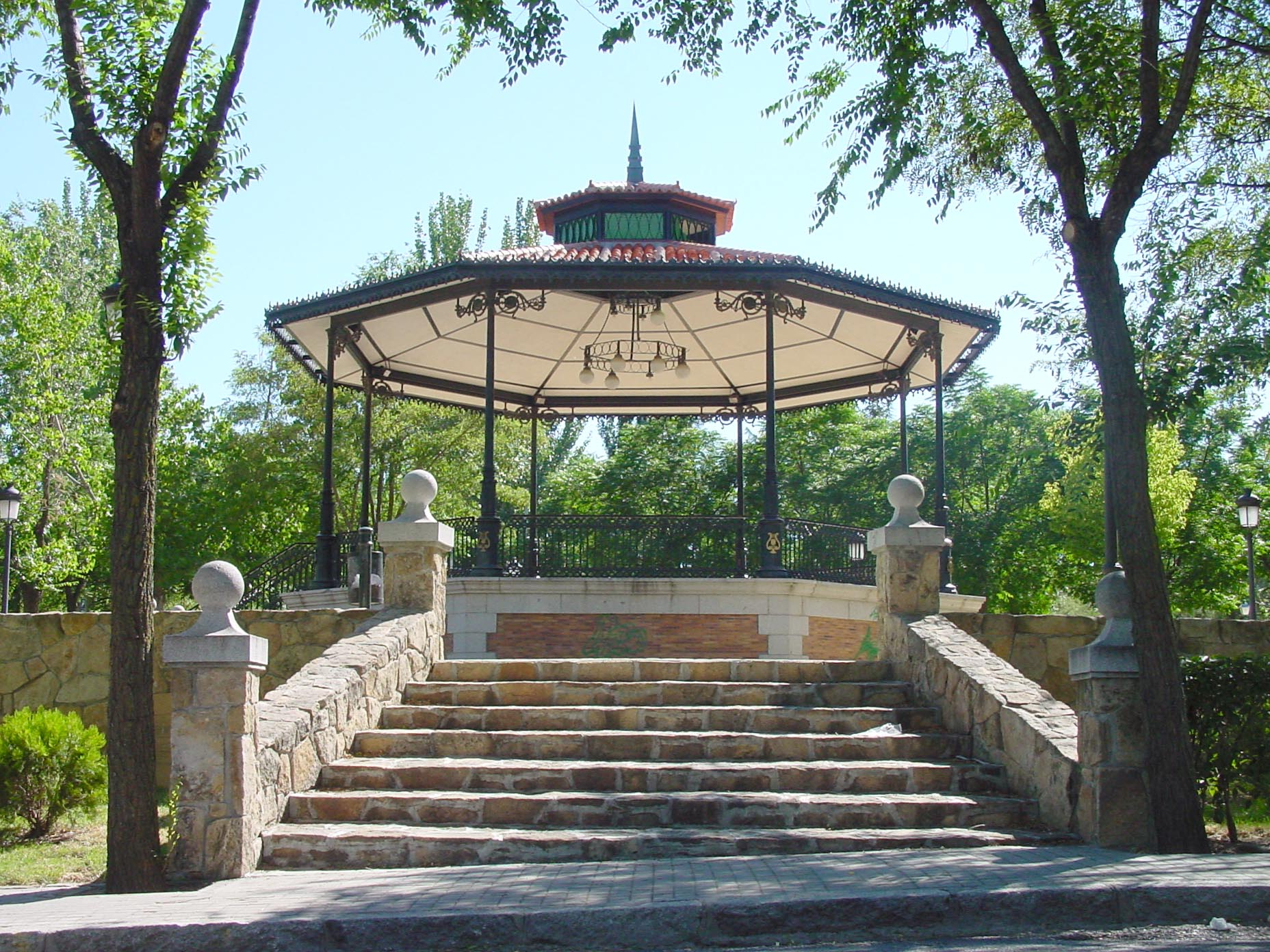
Templete de los Jardinillos

Su término municipal tiene una forma casi circular, como corresponde a su pasado agropecuario (esta forma circular da origen a que se mantenga siempre una distancia mínima al centro poblado) y el relieve es prácticamente plano, con unos arroyos incipientes que drenan hacia el oeste (hacia la cuenca del Perales, afluente del Alberche) y hacia el este, directamente hacia el Guadarrama, estos últimos, con mayor pendiente, por la mayor profundidad del cauce del río. Ese drenaje a dos aguas deja una especie de lomo aplanado por el que se ha trazado la carretera M-600, de norte a sur, y que enlaza las poblaciones de Villanueva de la Cañada con Sevilla la Nueva pasando, evidentemente, por Brunete.

### Clima
El clima es de tipo mediterráneo continental, de interior, caracterizado por inviernos fríos y unos veranos calurosos. Cada año nieva de media cerca de cinco días.

## Historia
Brunete fue fundado en la Edad Media por la ciudad de Segovia y poblado por segovianos, perteneció al Concejo de Segovia hasta 1480 cuando Isabel la Católica donó parte del sexmo de Casarrubios y la entera parte de Valdemoro (perteneciendo Brunete al primero) al matrimonio Cabrera-Bobadilla pasando sus habitantes de ser vecinos libres a sus pecheros y perdiendo sus bienes comunes. Esta decisión según la reina primero temporal y luego definitiva fue fuertemente contestada por el Concejo de la ciudad de Segovia y por los municipios desmembrados que se atrevieron a intentar rebatir su decisión y llevarla a los tribunales peticiones que siempre eran desestimadas por la propia reina y no llegaron a ningún juez.

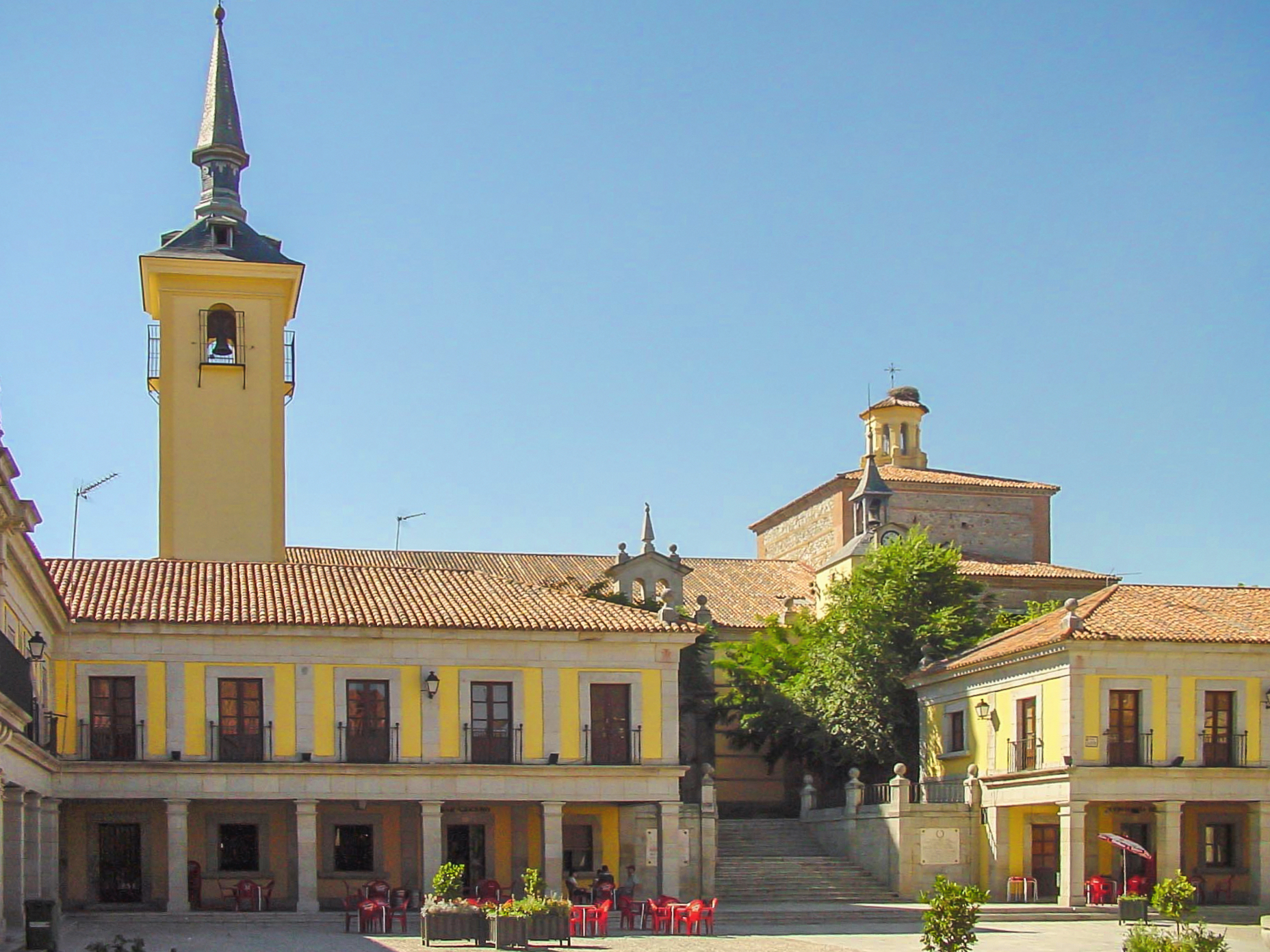
Plaza Mayor

Durante la Guerra de las Comunidades este lugar como otros desmembrados de Segovia se levantaron contra Carlos V y durante un breve lapsus de tiempo se autorestituyeron dentro de la Comunidad de Ciudad y Tierra de Segovia hasta el aplastamiento de la revolución.
Hacia mediados del siglo XIX, la villa tenía contabilizada una población de 1546 habitantes. Aparece descrita en el cuarto volumen del Diccionario geográfico-estadístico-histórico de España y sus posesiones de Ultramar de Pascual Madoz de la siguiente manera:

BRUNETE, v. con ayunt. de la prov., aud. terr. y c. g. de Madrid (5 leg.), part. jud. de Navalcarnero (2), dióc. de Toledo (11): sit. en terreno elevado; la combaten bien los vientos y su clima frio, prod. tercianas: tiene 332 casas, 12 calles principales, algunas callejuelas, 2 plazas, la de la Constitucion en la que está la casa de ayunt. que se compone de 2 pisos bajo y principal, el primero que sirve de cárcel á cuyo uso se encuentra destinado esclusivamente y el principal compuesto de 2 departamentos, el uno para pósito y el otro para sala consistorial y archivo, y la de la Laguna por hallarse en ella una muy hermosa que se forma de las aguas de lluvia, las que permanecen estancadas todo el año por una calzada de cal y canto que impide la corriente, sirve para abrevadero de todas clases de ganados; es probable que á esta laguna se deban las tercianas que se padecen; tiene escuela de instruccion primaria para niños á la que concurren de 100 á 122 estando á cargo de un maestro con 3,000 rs., casa y 1 real de ciertas memorias; otra para niñas sin mas que la retribucion de las 20 discipulas que á ella concurren y una igl. parr. (la Asuncion), servida por un párroco cuyo curato es de segundo ascenso y de provision ordinaria; hay tambien un capellán. El estado actual de la igl. es bastante deplorable, de resultas de haberse quemado el año 1836; el cementerio se halla al N. retirado unos 4,000 pasos, sin ofender en nada la salud pública y tres ermitas en las afueras del pueblo (San Sebastian, la Soledad y los Remedios). El térm. se estiende de N. á S. 1 leg. de E. á O. 1 1/2 y confina N. Villanueva de la Cañada; E. el r. Guadarrama; S. Sacedon de Canales, y O. Perales de Milla. El terreno en lo general es blando y de poca consistencia muy á propósito para semillas y granos; hay entre N. y O. de la pobl. una deh.; algo poblada de encinas y algun viñedo. caminos: los de pueblo a pueblo; medianos los que dirigen á Navalcarnero y Villanueva de la Cañada, y malos los demas. El correo se recibe de la cab. del part. todos los dias á las doce de la mañana por medio de balijero á pie que regularmente lo es el alguacil. prod.: trigo, cebada, centeno, algarrobas, vino, garbanzos y legumbres; su mayor cosecha es trigo y garbanzos; mantiene ganado lanar y vacuno: cria caza de liebres: ind. agricultura y dos tahonas: comercio esportacion de trigo, é importacion de vino, dos tiendas de comestibles y una de telas. pobl.: 386 vec.; 1,546 alm. cap. prod. 10.797,433 rs. imp. 461,635. contr. segun el cálculo general de la prov. 9,65 por 100.
(Madoz, 1846, p. 468)

Brunete fue testigo de una batalla durante la guerra civil española, de capital importancia, llamada batalla de Brunete. En su honor tomó este nombre la división acorazada creada en 1943, actualmente llamada División Mecanizada Brunete núm. 1, que se consideró la más potente de las grandes unidades del ejército español.
Como consecuencia de los combates, la localidad quedó destruida. Fue reconstruida en la posguerra por la Dirección General de Regiones Devastadas. Su plaza Mayor fue decorada con elementos de propaganda franquista que están protegidos por su valor artístico como Bien de Interés Cultural.

## Demografía
En 2017 la población del municipio ascendía a 10373 habitantes.
Seguidamente se incluye una tabla de la evolución demográfica reciente (años 2000-2009). Se incluyen los datos totales y, entre paréntesis, la población masculina en primer lugar y la femenina en segundo. Brunete es un ejemplo muy claro de lo que puede explicar un análisis demográfico de los datos recientes de población (INE).
| 1981 | 1991 | 1995 | 1996 | 1998 | 1999 | 2000 | 2001 | 2002 | 2003 | 2004 | 2005 | 2006 | 2007 | 2008 | 2009 | 2010 | 2011 | 2012   |
| ---- | ---- | ---- | ---- | ---- | ---- | ---- | ---- | ---- | ---- | ---- | ---- | ---- | ---- | ---- | ---- | ---- | ---- | ------ |
| 1120 | 2482 | 3309 | 3940 | 4354 | 4931 | 5080 | 5414 | 6216 | 6984 | 7368 | 8096 | 8645 | 8967 | 9275 | 9522 | 9814 | 9967 | 10 064 |

| Gráfica de evolución demográfica de Brunete entre 1900 y 2021 |
| |
| Población de derecho (1900-1991) o población residente (2001 y 2011) según los censos de población del INE. Población según el padrón municipal de 2021 del INE. |

Como se puede ver, el crecimiento demográfico ha sido muy rápido en la última década, lo cual sólo se explica por una pujanza notable de la economía y por la construcción de nuevas viviendas y urbanizaciones. Entre ellas están La Paloma, El Reloj, Las Cachanas, El Cortijo, Prado Alto (1 y 2), Prado Nuevo y Los Rosales.
La población inmigrante se acerca al 22 % contando casi en exclusivo con población proveniente de Rumanía, unas 800 personas, el colectivo marroquí lleva años descendiendo estando ahora en 300 personas, los latinoamericanos suman otras 300 personas.

## Economía
Se encuentra entre los diez municipios más desarrollados de todo Madrid, junto con Pozuelo de Alarcón, Majadahonda, Las Rozas de Madrid, Boadilla del Monte, Villaviciosa de Odón, Villanueva de la Cañada, Villanueva del Pardillo, Torrelodones y Galapagar, todos en la misma zona de Madrid, la Oeste.
Brunete ha contado con una tasa de paro del 4 % lo que es considerado pleno empleo. En diciembre de 2021, la tasa de desempleo era del 8,92%. 
El municipio está a punto de tener un fuerte proceso de urbanización, pues varios de los sectores urbanísticos tienen en marcha sus trámites burocráticos de cara a aprobar los planes de urbanización (Sector 1 -primera corona-, Sector 2 -El Olivar- y el sector 5 -Ensanche Sur-)
La deuda viva a cierre del ejercicio 2021 asciende a 16 199 280 €, lo que supone el 156 % de su PIB. Los presupuestos para el 2022 fueron publicados en el BOCAM n.º 16 del 20 de enero de 2022 (pág 323) Se espera que con el despliegue del urbanismo en los próximos años mejore la situación económica del Ayuntamiento.
Contaba con un centro comercial de tamaño pequeño-medio que fue inaugurado en la Navidad de 2008 a 2009, que tras el abandono de SuperCor en 2013 cesó prácticamente su actividad hasta el año 2015, cuando se abrió una gran superficie de producto chinos de importación, la cual tuvo un incendio en agosto del mismo año, lo que supuso el cierre del comercio y el total declive del edificio.

## Transportes
Brunete cuenta con siete líneas de autobuses organizados por el Consorcio Regional de Transportes de Madrid. La línea nocturna comenzó a funcionar el 20 de diciembre de 2019, ya que tanto la Comunidad de Madrid como el CRTM aprobaron dotar de búhos los municipios que cuenten con más de 10 000 habitantes.
| Línea | Recorrido                                                                   | Operador            |
| ----- | --------------------------------------------------------------------------- | ------------------- |
| 530   | Villanueva de la Cañada - Navalcarnero                                      | Arriva Madrid       |
| 551   | Madrid (Príncipe Pío) - San Martín de Valdeiglesias - El Tiemblo / Cebreros | CEVESA              |
| 575   | Boadilla del Monte (Puerta de Boadilla) - Brunete                           | Empresa Boadilla    |
| 580   | Majadahonda (H. Puerta de Hierro) - Brunete (por Boadilla)                  | Auto Periferia S.A. |
| 581   | Madrid (Príncipe Pío) - Brunete - Quijorna                                  | Auto Periferia S.A. |
| 627   | Madrid (Moncloa) - Villanueva de la Cañada - Brunete                        | Auto Periferia S.A. |
| N907  | Madrid (Moncloa) - Villanueva de la Cañada - Brunete                        | Auto Periferia S.A. |

## Administración y política

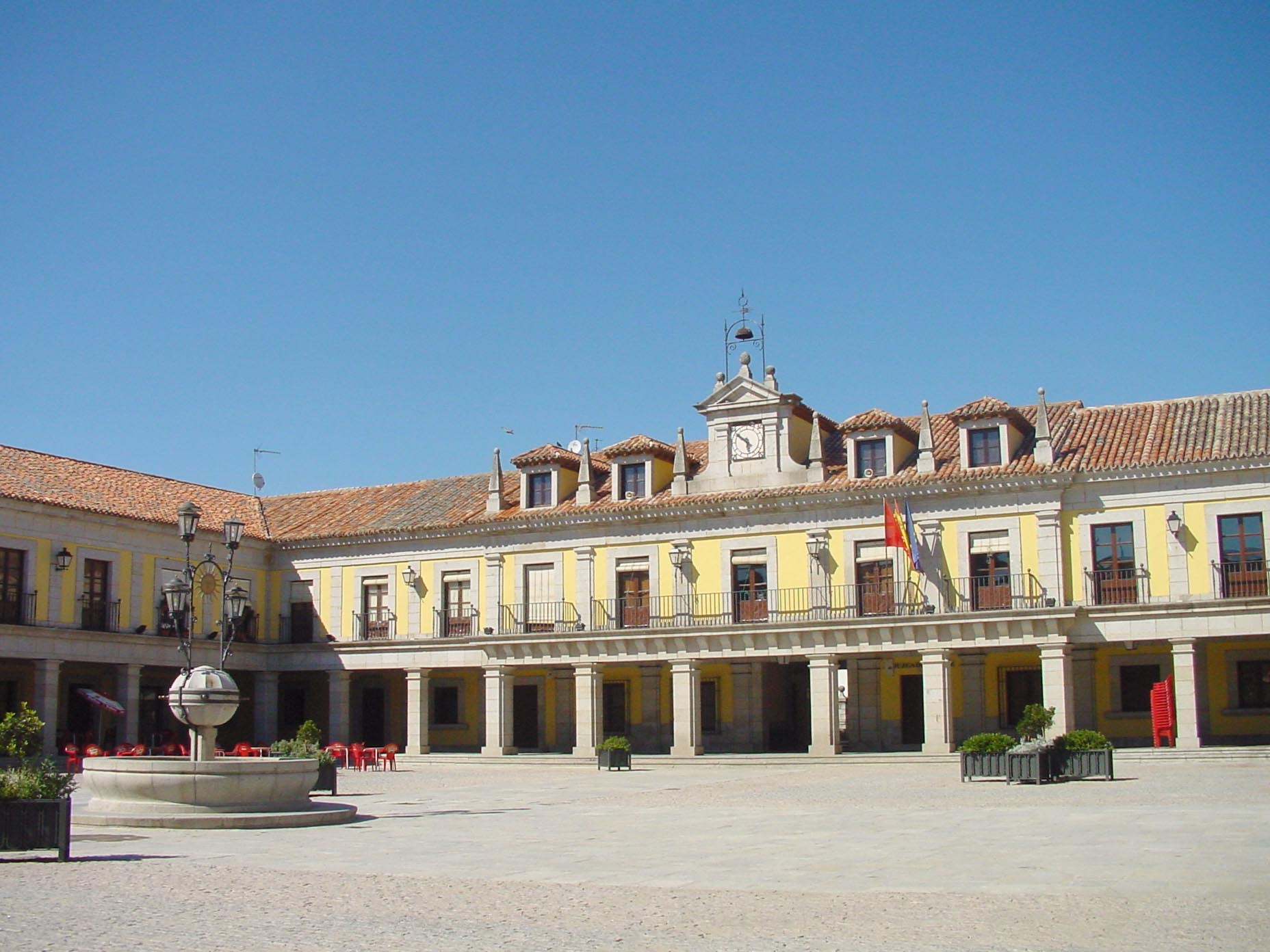
Casa consistorial

### Alcaldes de Brunete
| Periodo   | Nombre                          | Partido                      |
| --------- | ------------------------------- | ---------------------------- |
| 1979-1983 | Luis Martín Granizo             | UCD                          |
| 1983-1987 | Luis Martín Granizo             | CP                           |
| 1987-1991 | Luis Martín Granizo             | AP                           |
| 1991-1995 | Aquilino González Sarabia       | PP                           |
| 1995-1999 | Julio Fernández Fernández       | AIB - (con PSOE e IU 2 años) |
| 1999-2003 | Félix Gavilanes Gómez           | PP - AIB - CDS               |
| 2003-2007 | Félix Gavilanes Gómez           | PP                           |
| 2007-2011 | Félix Gavilanes Gómez           | PP                           |
| 2011-2015 | Borja Gutiérrez Iglesias        | PP                           |
| 2015-2019 | Borja Gutiérrez Iglesias        | PP                           |
| 2019-2023 | José Manuel Hoyo Serrano        | PSOE                         |
| 2023-act. | María del Mar Nicolás Robledano | PP                           |

Resultados de las elecciones municipales en Brunete
| Partido político | Partido político                         | 2023  | 2023  | 2023       | 2019  | 2019  | 2019       | 2015  | 2015  | 2015       | 2011  | 2011  | 2011       |  |
| Partido político | Partido político                         | %     | Votos | Concejales | %     | Votos | Concejales | %     | Votos | Concejales | %     | Votos | Concejales |  |
|                  | Partido Popular (PP)                     | 44,9  | 2316  | 9          | 41,12 | 1912  | 7          | 50,05 | 2122  | 10         | 42,08 | 1628  | 6          |  |
|                  | Abanza Brunete (ABANZA)                  | 18,67 | 963   | 3          | —     | —     | —          | —     | —     | —          | —     | —     | —          |  |
|                  | Partido Socialista Obrero Español (PSOE) | 13,2  | 681   | 2          | 20,84 | 969   | 4          | 18,68 | 792   | 3          | 24,11 | 933   | 3          |  |
|                  | Vox                                      | 12,08 | 523   | 2          | 7,46  | 347   | 1          | —     | —     | —          | —     | —     | —          |  |
|                  | Ganar Brunete (IU-PODEMOS)               | 6,72  | 347   | 1          | 10,9  | 507   | 2          | 23,16 | 982   | 4          | —     | —     | —          |  |
|                  | Ciudadanos (Cs)                          | 3,02  | 156   | —          | 17,2  | 800   | 3          | —     | —     | —          | —     | —     | —          |  |
|                  | Unión Progreso y Democracia (UPyD)       | —     | —     | —          | —     | —     | —          | 4,88  | 207   | —          | 14,58 | 564   | 2          |  |
|                  | Izquierda Unida (IU)                     | —     | —     | —          | —     | —     | —          | —     | —     | —          | 13,1  | 507   | 2          |  |

## Servicios

### Educación
- En Brunete hay cinco guarderías (dos públicas y tres privadas), dos colegios públicos de educación infantil y primaria y un instituto de educación secundaria.

### Servicios sociales
La prestación de servicios sociales en Brunete los realiza desde 1991, la Mancomunidad de servicios sociales La Encina que atiende de forma mancomunada a las localidades de Villanueva de la Cañada, Villanueva del Pardillo, Brunete y Quijorna.
La sede central se encuentra ubicada en Villanueva de la Cañada, en el centro cívico El Molino, prestándose atención social en esta sede para aquellas personas empadronadas en Villanueva de la Cañada, y en las distintas dependencias habilitadas a tal fin en el resto de municipios. En Villanueva del Pardillo la sede está ubicada en el centro de mayores del municipio.

## Deporte
En deporte podemos destacar Escuela de Fútbol de Brunete, CDE Escuela Deportiva Brunete, Rayo Brunete C.F, Club Pívot Brunete, Dojo Quino.